# Аршамбо VI де Бурбон
Аршамбо VI Питомец (фр. Archambaud VI le Pupille; ум. после 1109 или 1116) — сеньор де Бурбон ок. 1096. 
Сын Аршамбо V де Бурбона. 
Наследовал отцу, будучи малолетним, около 1096. Вскоре был отстранен от власти дядей Аймоном Пестрой Коровой, сеньором де Жерминьи. Находился под опекой отчима, Алара де Гийебо, сеньора де Шато-Мейян, обратившегося к королю Людовику VI за защитой прав пасынка. В 1109/1110 или 1115/1116 Людовик предпринял поход против Аймона, заставил его сдаться, и принял решение по семейному конфликту в доме Бурбонов. Сугерий, рассказывающий эту историю, не сообщает, что именно решил король. 
Известно, что к 1120 году сеньором де Бурбон был сын Аймона II Аршамбо VII, поэтому предполагается, что Аршамбо VI умер молодым и не оставил потомства.